# The Last Days of American Crime
The Last Days of American Crime é um thriller de ação americano de 2020 dirigido por Olivier Megaton a partir de um roteiro escrito por Karl Gajdusek, baseado na história em quadrinhos de Rick Remender e Greg Tocchini de 2009 da Radical Comics de mesmo nome. É estrelado por Édgar Ramírez, Anna Brewster, Michael Pitt, Patrick Bergin e Sharlto Copley.

## Sinopse
Os Últimos Dias do Crime Americano (Brasil), num futuro não muito distante da realidade, o governo dos EUA inventa a transmissão de um sinal que impossibilita a prática de atos ilegais. Pensando nisso, um grande assalto é planejado por um ladrão de bancos antes desse novo sistema entrar em ação.

## Elenco
- Édgar Ramírez como Graham Bricke
- Anna Brewster como Shelby Dupree
- Michael Pitt como Kevin Cash
- Tamer Burjaq como Ross King
- Sharlto Copley como William Sawyer
- Brandon Auret como Lonnie French
- Patrick Bergin como Rossi Dumois
- Sean Cameron Michael como Pete Slatery

## Produção
Em 27 de julho de 2018, foi anunciado que Édgar Ramírez estrelaria como o criminoso de carreira Graham Bricke na adaptação para o cinema da história policial em quadrinhos The Last Days of American Crime de Rick Remender, que seria dirigido por Olivier Megaton, com roteiro escrito por Karl Gajdusek, ambientado em um futuro próximo. O filme seria produzido por Jesse Berger através do Radical Studios, Jason Michael Berman através da Mandalay Pictures e Barry Levine e Kevin Turen.
Em outubro de 2018, Anna Brewster, Michael Pitt e Sharlto Copley se juntaram ao elenco do filme.
As filmagens começaram em 6 de novembro de 2018 na Cidade do Cabo e em Joanesburgo, na África do Sul.

## Recepção
A Variety escreveu que os críticos odiáram o filme como "um trabalho derivado que não tem nada a dizer" e que o momento de seu lançamento foi infeliz por coincidir com os protestos de George Floyd e os protestos relacionados à brutalidade policial foi "um desastre". No Rotten Tomatoes, o filme tem uma classificação de aprovação de 0% com base em 43 resenhas, com uma classificação média de 2.60 / 10. O consenso dos críticos do site diz: "Este crime é punição.".
O Metacritic atribuiu ao filme uma pontuação média ponderada de 15 em 100, com base em 12 críticos, indicando "aversão avassaladora".